# Egerlingsschirmlinge
Die Egerlingsschirmlinge oder Egerlingsschirmpilze (Leucoagaricus) sind eine Pilzgattung aus der Familie der Champignonverwandten.

## Merkmale
Die Egerlingschirmlinge sind kleine bis große Pilze von schirmlingsartigem Aussehen, einige Arten ähneln in ihrer Form sehr stark den Champignons. Der Hut ist meist fleischig und weiß bis bräunlich gefärbt. Die Hutoberfläche ist glatt, faserig oder schuppig aufreißend. Die Lamellen sind frei bis fast frei, dünn, sie stehen gedrängt und werden bei Reife der Fruchtkörper manchmal rosa. Das Sporenpulver ist weiß oder rosa.

## Ökologie
Die Egerlingsschirmlinge sind saprobiontische Bodenbewohner.

## Arten

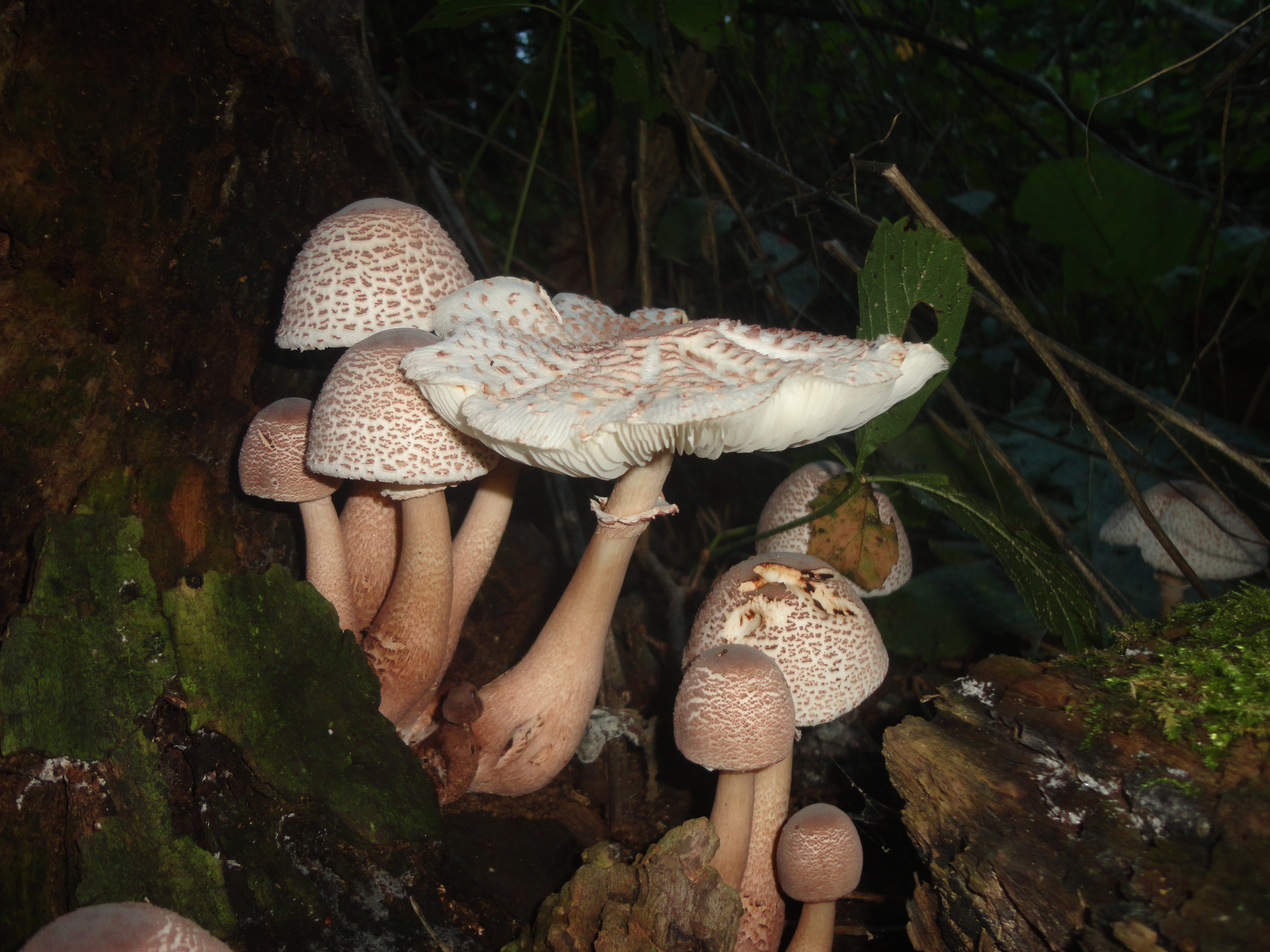
Büscheliger Egerlingsschirmling Leucoagaricus americanus
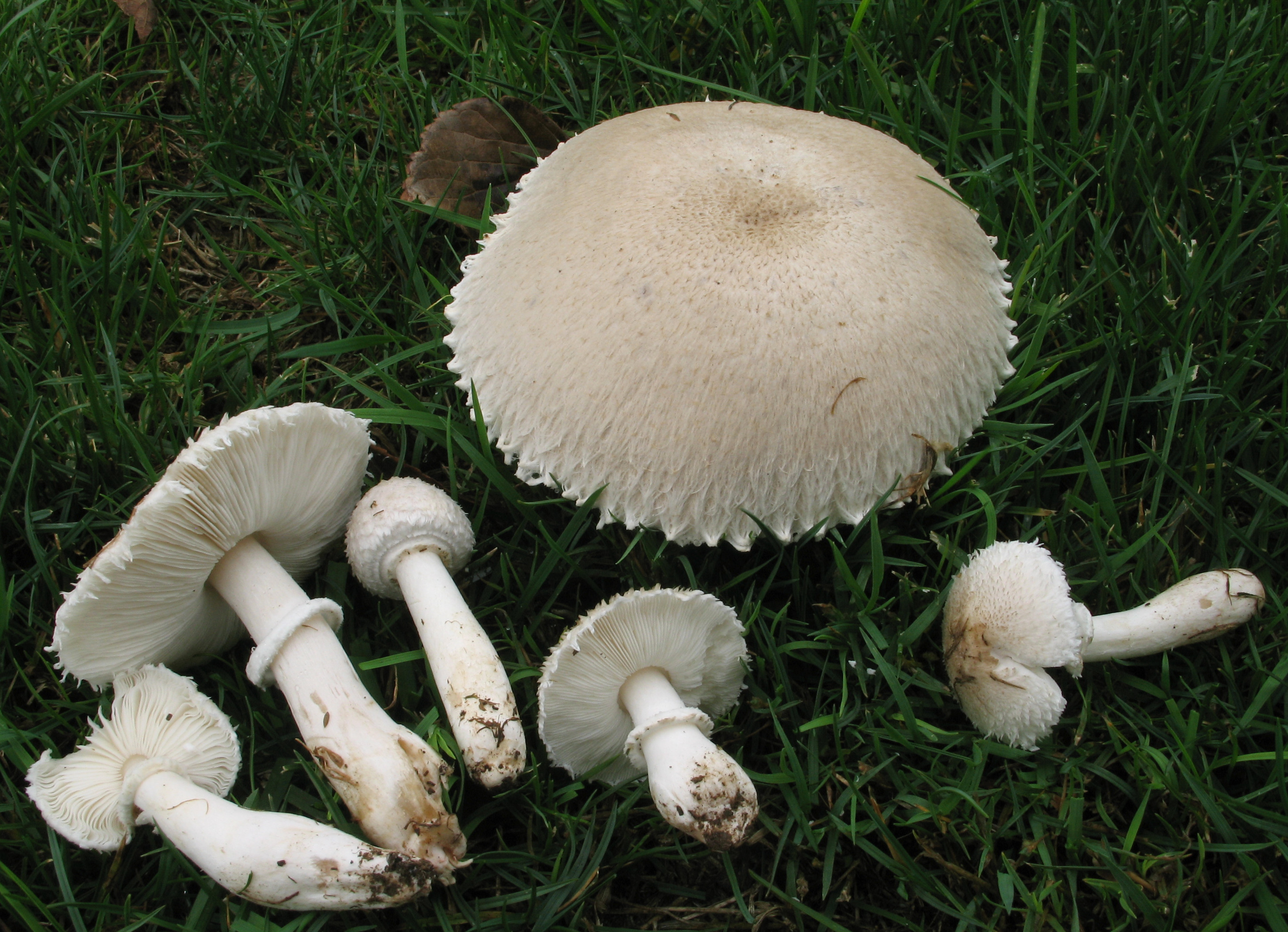
Wurzelnder Egerlingsschirmling Leucoagaricus barssii
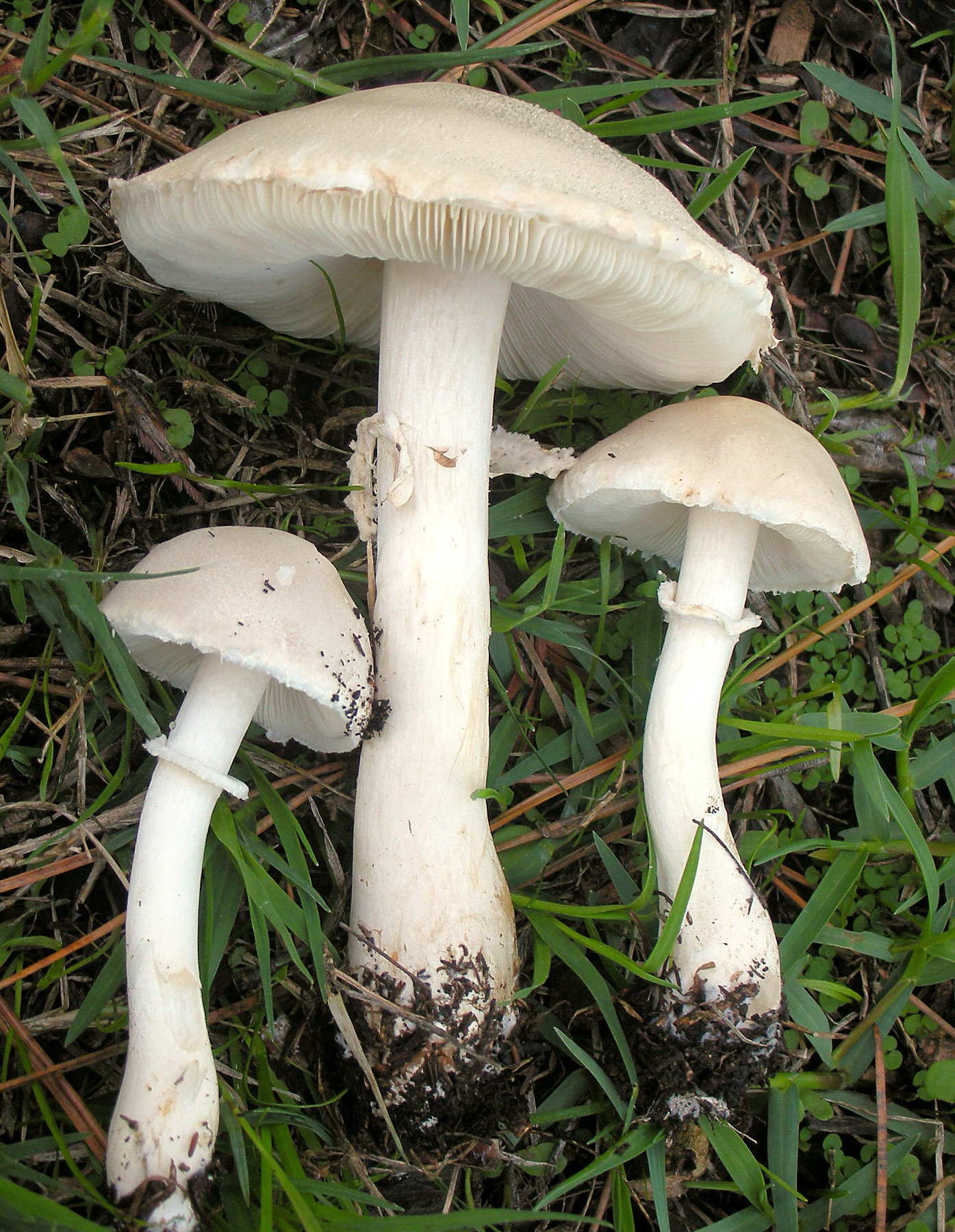
Rosablättriger oder Gemeiner Egerlingsschirmling Leucoagaricus leucothites
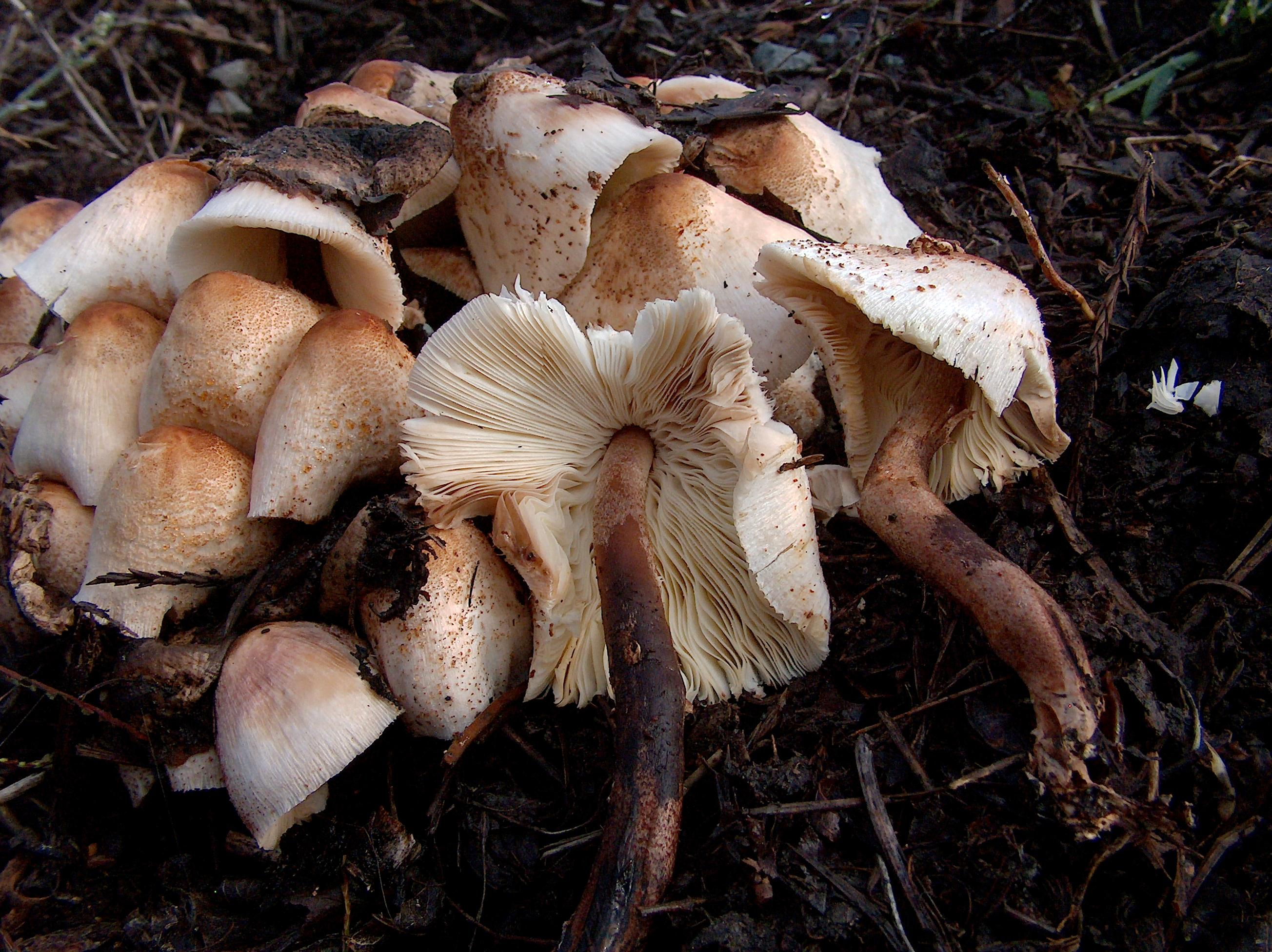
Perlhuhn-Egerlingsschirmling Leucoagaricus meleagris
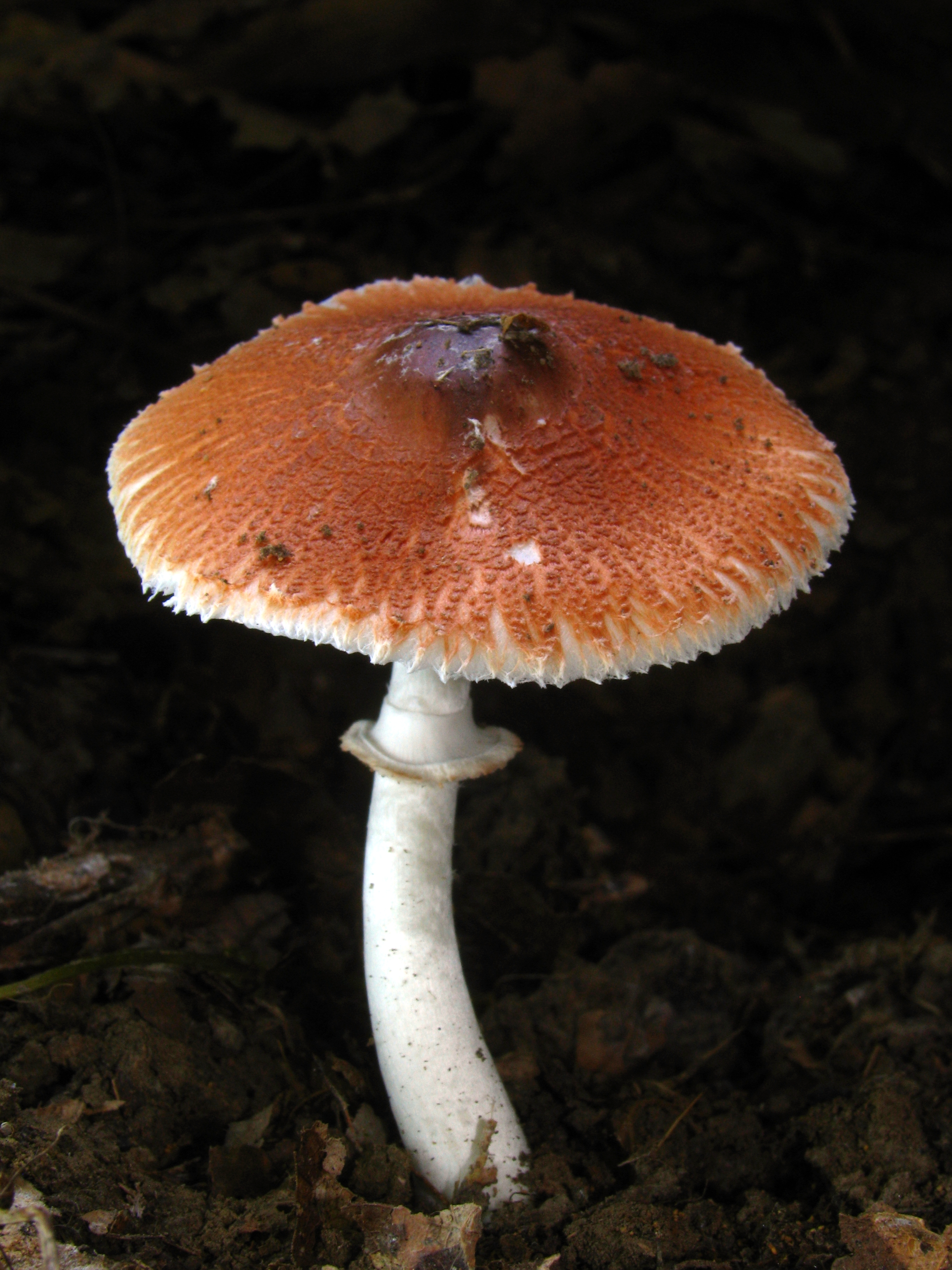
Rothütiger Egerlingsschirmling Leucoagaricus rubrotinctus

Die Gattung umfasst weltweit etwa 75 Arten, für Europa werden in der Literatur folgende Arten angegeben:
| Egerlingsschirmlinge (Leucoagaricus) in Europa |                                         |                                                   |
| \| Deutscher Name \| Wissenschaftlicher Name \| Autorenzitat \| \| ------------------------------------------------ \| --------------------------------------- \| ------------------------------------------------- \| \| Büscheliger Egerlingsschirmling \| Leucoagaricus americanus \| (Peck 1872) Vellinga 2000 \| \| Amyloidsporiger Seidenschirmling \| Leucoagaricus amylosporus \| (Malençon 1970) Bon 1981 \| \| \| Leucoagaricus atroalbus \| P. Mohr & R.M. Dähncke 2004 \| \| Orangefarbiger Egerlingsschirmling \| Leucoagaricus aurantiovergens \| A. Gennari & Migliozzi 1999 ('1998') \| \| \| Leucoagaricus babosiae \| Bon 1993 \| \| Anlaufender Egerlingsschirmling \| Leucoagaricus badhamii \| (Berkeley & Broome 1854) Singer 1951 ('1949') \| \| Wurzelnder Egerlingsschirmling \| Leucoagaricus barssii[2] \| (Zeller 1934) Vellinga 2000 \| \| Gerieftrandiger Egerlingsschirmling \| Leucoagaricus bohusii \| (Wasser 1975) Bon 1981 \| \| \| Leucoagaricus bonii \| A. Caballero 1997 \| \| \| Leucoagaricus brunneocingulatus \| (P.D. Orton 1960) Bon 1976 \| \| \| Leucoagaricus brunneolilacinus \| Babos 1980 \| \| \| Leucoagaricus brunneosquamulosus \| P. Mohr & R.M. Dähncke 2004 \| \| Fleischblättriger Egerlingsschirmling \| Leucoagaricus carneifolius \| (Gillet 1874) Wasser 1977 \| \| Grauhütiger Egerlingsschirmling \| Leucoagaricus cinerascens \| (Quélet 1894) Bon & Boiffard 1978 \| \| \| Leucoagaricus cinereopallidus \| (Contu 1994) Consiglio & Contu 2004 \| \| \| Leucoagaricus cinereoradicatus \| Boisselet & Migliozzi 2002 \| \| Safranfleischiger Egerlingsschirmling \| Leucoagaricus croceovelutinus \| (Bon & Boiffard 1972) Bon & Boiffard 1976 \| \| Kristall-Seidenschirmling \| Leucoagaricus crystallifer \| Vellinga 2000 \| \| \| Leucoagaricus cupresseus \| (Burlingham 1945) Boisselet & Guinberteau 2001 \| \| \| Leucoagaricus decipiens \| Contu, Vizzini & Vellinga 2010 \| \| Wollhäutiger Seidenschirmling \| Leucoagaricus erioderma \| (Malençon 1970) Bon 1981 \| \| \| Leucoagaricus erythrophaeus \| Vellinga 2010 \| \| \| Leucoagaricus fuligineodiffractus \| Bellù & Lanzoni 1988 \| \| \| Leucoagaricus fuligineodiscus \| P. Mohr & E. Ludwig 2004 \| \| Rosaschuppiger Egerlingsschirmling \| Leucoagaricus gaillardii \| Bon & Boiffard 1975 ('1974') \| \| \| Leucoagaricus gauguei \| Bon & Boiffard 1975 ('1974') \| \| \| Leucoagaricus georginae \| (W.G. Smith 1871) Candusso 1990 \| \| Braunbuckeliger Egerlingsschirmling \| Leucoagaricus glabridiscus \| (Sundberg 1979) Wuilbaut 1986 \| \| \| Leucoagaricus griseodiscus \| (Bon 1990) Bon & Migliozzi 1991 \| \| \| Leucoagaricus ianthinophaeus \| Locquin 1952 \| \| \| Leucoagaricus ianthinosquamulosus \| Guinberteau 1993 \| \| Himbeerfarbener Egerlingsschirmling \| Leucoagaricus idae-fragum \| Guinberteau, Boisselet & G. Dupuy 1998 \| \| Zweifarbiger Egerlingsschirmling \| Leucoagaricus ionidicolor \| Bellù & Lanzoni 1988 \| \| \| Leucoagaricus irinellus \| Chalange 1999 \| \| Braunfleckender Egerlingsschirmling \| Leucoagaricus jubilaei \| (Josserand 1974) Bon 1983 ('1982') \| \| Rosablättriger oder Gemeiner Egerlingsschirmling \| Leucoagaricus leucothites \| (Vittadini 1835) Wasser 1977 \| \| Küsten- oder Strand-Egerlingsschirmling \| Leucoagaricus littoralis \| (Menier 1889) Bon & Boiffard 1976 \| \| \| Leucoagaricus marginatus \| (Burlingham 1945) Boisselet 2002 ('2001') \| \| Punktierthütiger Egerlingsschirmling \| Leucoagaricus marriagei \| (D.A. Reid 1966) Bon 1976 \| \| Gelbscheibiger Seidenschirmling \| Leucoagaricus medioflavoides \| Bon 1976 \| \| Schwarzhaariger Egerlingsschirmling \| Leucoagaricus melanotrichus \| (Malençon & Bertault 1970) Trimbach 1975 \| \| Perlhuhn-Egerlingsschirmling \| Leucoagaricus meleagris \| (Sowerby 1798) Singer 1951 ('1949') \| \| Sandboden-Seidenschirmling \| Leucoagaricus menieri \| (Saccardo 1891) Singer 1968 \| \| Jungfern-Egerlingsschirmling \| Leucoagaricus nympharum \| (Kalchbrenner 1873) Bon 1977 \| \| Rosabrauner Egerlingsschirmling \| Leucoagaricus pilatianus \| (Demoulin 1966) Bon & Boiffard 1976 \| \| \| Leucoagaricus pseudopilatianus \| Migliozzi, Rocabruna & Tabarés 2001 \| \| Purpurrissiger Egerlingsschirmling \| Leucoagaricus purpureolilacinus \| Huijsman 1955 \| \| \| Leucoagaricus rosemarieae \| P. Mohr 2007 \| \| \| Leucoagaricus rubroconfusus \| Migliozzi & Coccia 1994 \| \| Rothütiger Egerlingsschirmling \| Leucoagaricus rubrotinctus \| (Peck 1891) Singer 1948 \| \| \| Leucoagaricus sardous \| (Zecchin & Migliozzi 1998) Consiglio & Contu 2004 \| \| Weißer Seidenschirmling \| Leucoagaricus serenus \| (Fries 1874) Bon & Boiffard 1975 ('1974') \| \| Schlanker Seidenschirmling \| Leucoagaricus sericifer \| (Locquin 1952) Vellinga 2000 \| \| Zweisporiger Seidenschirmling \| Leucoagaricus sericifer f. sericatellus \| (Malençon 1970) Vellinga 2000 \| \| Blassrosa Egerlingsschirmling \| Leucoagaricus sublittoralis \| (Kühner 1936 ex Hora 1960) Singer 1969 \| \| \| Leucoagaricus subolivaceus \| Migliozzi & L. Perrone 1992 \| \| Fastbescheideter Egerlingsschirmling \| Leucoagaricus subvolvatus \| (Malençon & Bertault 1971) Bon 1977 \| \| Zarter Egerlingsschirmling \| Leucoagaricus tener \| (P.D. Orton 1960) Bon 1977 \| \| \| Leucoagaricus volvatus \| Bon & A. Caballero 1995 \| \| Robuster Egerlingsschirmling \| Leucoagaricus wichanskyi \| (Pilát 1953) Bon & Boiffard 1975 ('1974') \| |                                         |                                                   |
| Deutscher Name | Wissenschaftlicher Name                 | Autorenzitat                                      |
| Büscheliger Egerlingsschirmling | Leucoagaricus americanus                | (Peck 1872) Vellinga 2000                         |
| Amyloidsporiger Seidenschirmling | Leucoagaricus amylosporus               | (Malençon 1970) Bon 1981                          |
| | Leucoagaricus atroalbus                 | P. Mohr & R.M. Dähncke 2004                       |
| Orangefarbiger Egerlingsschirmling | Leucoagaricus aurantiovergens           | A. Gennari & Migliozzi 1999 ('1998')              |
| | Leucoagaricus babosiae                  | Bon 1993                                          |
| Anlaufender Egerlingsschirmling | Leucoagaricus badhamii                  | (Berkeley & Broome 1854) Singer 1951 ('1949')     |
| Wurzelnder Egerlingsschirmling | Leucoagaricus barssii                   | (Zeller 1934) Vellinga 2000                       |
| Gerieftrandiger Egerlingsschirmling | Leucoagaricus bohusii                   | (Wasser 1975) Bon 1981                            |
| | Leucoagaricus bonii                     | A. Caballero 1997                                 |
| | Leucoagaricus brunneocingulatus         | (P.D. Orton 1960) Bon 1976                        |
| | Leucoagaricus brunneolilacinus          | Babos 1980                                        |
| | Leucoagaricus brunneosquamulosus        | P. Mohr & R.M. Dähncke 2004                       |
| Fleischblättriger Egerlingsschirmling | Leucoagaricus carneifolius              | (Gillet 1874) Wasser 1977                         |
| Grauhütiger Egerlingsschirmling | Leucoagaricus cinerascens               | (Quélet 1894) Bon & Boiffard 1978                 |
| | Leucoagaricus cinereopallidus           | (Contu 1994) Consiglio & Contu 2004               |
| | Leucoagaricus cinereoradicatus          | Boisselet & Migliozzi 2002                        |
| Safranfleischiger Egerlingsschirmling | Leucoagaricus croceovelutinus           | (Bon & Boiffard 1972) Bon & Boiffard 1976         |
| Kristall-Seidenschirmling | Leucoagaricus crystallifer              | Vellinga 2000                                     |
| | Leucoagaricus cupresseus                | (Burlingham 1945) Boisselet & Guinberteau 2001    |
| | Leucoagaricus decipiens                 | Contu, Vizzini & Vellinga 2010                    |
| Wollhäutiger Seidenschirmling | Leucoagaricus erioderma                 | (Malençon 1970) Bon 1981                          |
| | Leucoagaricus erythrophaeus             | Vellinga 2010                                     |
| | Leucoagaricus fuligineodiffractus       | Bellù & Lanzoni 1988                              |
| | Leucoagaricus fuligineodiscus           | P. Mohr & E. Ludwig 2004                          |
| Rosaschuppiger Egerlingsschirmling | Leucoagaricus gaillardii                | Bon & Boiffard 1975 ('1974')                      |
| | Leucoagaricus gauguei                   | Bon & Boiffard 1975 ('1974')                      |
| | Leucoagaricus georginae                 | (W.G. Smith 1871) Candusso 1990                   |
| Braunbuckeliger Egerlingsschirmling | Leucoagaricus glabridiscus              | (Sundberg 1979) Wuilbaut 1986                     |
| | Leucoagaricus griseodiscus              | (Bon 1990) Bon & Migliozzi 1991                   |
| | Leucoagaricus ianthinophaeus            | Locquin 1952                                      |
| | Leucoagaricus ianthinosquamulosus       | Guinberteau 1993                                  |
| Himbeerfarbener Egerlingsschirmling | Leucoagaricus idae-fragum               | Guinberteau, Boisselet & G. Dupuy 1998            |
| Zweifarbiger Egerlingsschirmling | Leucoagaricus ionidicolor               | Bellù & Lanzoni 1988                              |
| | Leucoagaricus irinellus                 | Chalange 1999                                     |
| Braunfleckender Egerlingsschirmling | Leucoagaricus jubilaei                  | (Josserand 1974) Bon 1983 ('1982')                |
| Rosablättriger oder Gemeiner Egerlingsschirmling | Leucoagaricus leucothites               | (Vittadini 1835) Wasser 1977                      |
| Küsten- oder Strand-Egerlingsschirmling | Leucoagaricus littoralis                | (Menier 1889) Bon & Boiffard 1976                 |
| | Leucoagaricus marginatus                | (Burlingham 1945) Boisselet 2002 ('2001')         |
| Punktierthütiger Egerlingsschirmling | Leucoagaricus marriagei                 | (D.A. Reid 1966) Bon 1976                         |
| Gelbscheibiger Seidenschirmling | Leucoagaricus medioflavoides            | Bon 1976                                          |
| Schwarzhaariger Egerlingsschirmling | Leucoagaricus melanotrichus             | (Malençon & Bertault 1970) Trimbach 1975          |
| Perlhuhn-Egerlingsschirmling | Leucoagaricus meleagris                 | (Sowerby 1798) Singer 1951 ('1949')               |
| Sandboden-Seidenschirmling | Leucoagaricus menieri                   | (Saccardo 1891) Singer 1968                       |
| Jungfern-Egerlingsschirmling | Leucoagaricus nympharum                 | (Kalchbrenner 1873) Bon 1977                      |
| Rosabrauner Egerlingsschirmling | Leucoagaricus pilatianus                | (Demoulin 1966) Bon & Boiffard 1976               |
| | Leucoagaricus pseudopilatianus          | Migliozzi, Rocabruna & Tabarés 2001               |
| Purpurrissiger Egerlingsschirmling | Leucoagaricus purpureolilacinus         | Huijsman 1955                                     |
| | Leucoagaricus rosemarieae               | P. Mohr 2007                                      |
| | Leucoagaricus rubroconfusus             | Migliozzi & Coccia 1994                           |
| Rothütiger Egerlingsschirmling | Leucoagaricus rubrotinctus              | (Peck 1891) Singer 1948                           |
| | Leucoagaricus sardous                   | (Zecchin & Migliozzi 1998) Consiglio & Contu 2004 |
| Weißer Seidenschirmling | Leucoagaricus serenus                   | (Fries 1874) Bon & Boiffard 1975 ('1974')         |
| Schlanker Seidenschirmling | Leucoagaricus sericifer                 | (Locquin 1952) Vellinga 2000                      |
| Zweisporiger Seidenschirmling | Leucoagaricus sericifer f. sericatellus | (Malençon 1970) Vellinga 2000                     |
| Blassrosa Egerlingsschirmling | Leucoagaricus sublittoralis             | (Kühner 1936 ex Hora 1960) Singer 1969            |
| | Leucoagaricus subolivaceus              | Migliozzi & L. Perrone 1992                       |
| Fastbescheideter Egerlingsschirmling | Leucoagaricus subvolvatus               | (Malençon & Bertault 1971) Bon 1977               |
| Zarter Egerlingsschirmling | Leucoagaricus tener                     | (P.D. Orton 1960) Bon 1977                        |
| | Leucoagaricus volvatus                  | Bon & A. Caballero 1995                           |
| Robuster Egerlingsschirmling | Leucoagaricus wichanskyi                | (Pilát 1953) Bon & Boiffard 1975 ('1974')         |

- Büscheliger Egerlingsschirmling
Leucoagaricus americanus
- Wurzelnder Egerlingsschirmling
Leucoagaricus barssii
- Rosablättriger oder Gemeiner Egerlingsschirmling
Leucoagaricus leucothites
- Perlhuhn-Egerlingsschirmling
Leucoagaricus meleagris
- Rothütiger Egerlingsschirmling
Leucoagaricus rubrotinctus

## Systematik
Die Gattung ist eng mit den Faltenschirmlingen (Leucocoprinus) verwandt, die Trennung der beiden Gattungen ist umstritten.

## Bedeutung
Die Egerlingschirmlinge sind auf Grund der großen Verwechslungsgefahr mit giftigen Pilzen (vor allem mit Wulstlingen wie dem Frühlings-Knollenblätterpilz) für unerfahrene Sammler als Speisepilze generell zu meiden, sie sind geschmacklich auch eher unbedeutend. Der Rosablättrige Egerlingsschirmling gilt als essbar, wird auch wohl sehr oft mit Egerlingen verwechselt, die jedoch cremerosafarbene bis braune Lamellen besitzen. Über andere Egerlingschirmlinge ist zu wenig bekannt, so dass sie in vielen Bestimmungsbüchern unter die Kategorie „Kein Speisepilz“ fallen. Blattschneiderameisen züchten in ihren Nestern die Art Leucoagaricus gongylophorus.